# DCMくろがねや
DCMくろがねや（ディーシーエムくろがねや）は、かつてDCMホールディングス傘下のDCM株式会社が、山梨県を中心に展開していたホームセンターの店舗ブランド。
また、DCMくろがねや株式会社（英: DCM KUROGANEYA CO.,LTD.）は、2021年2月28日までこれを運営していた企業。

## 沿革
- 1863年（文久3年） - 創業[1]。当時は銅鉄商を主事業とした[4]。
- 1949年（昭和24年） - 有限会社くろがねや本店を設立[1]。
- 1966年（昭和41年） - 株式会社くろがねやに改組[1]。
- 1989年（平成元年） - 株式を店頭公開[1]。
- 1999年（平成11年） - 東京証券取引所2部(現在のスタンダード)上場[1]。
- 2003年（平成15年） - カーマ（後のDCMカーマ）と提携[4]。
- 2009年（平成21年）11月24日 - 東宝共榮企業（東宝の連結子会社）が営業するホームセンター「東宝日曜大工センター」2店舗を譲受することで基本合意したことを発表[5]。
  - その後、調布店は2010年4月14日に[6]、成城店は2010年7月14日に[7][注 1]くろがねやとしての営業を開始した。
- 2016年（平成28年）
  - 11月28日 - 上場廃止[3]。
  - 12月1日 - 簡易株式交換によりDCMホールディングスの完全子会社となり[3]、DCMくろがねや株式会社に商号変更[9]。
- 2021年（令和3年）
  - 3月1日 - DCM分割準備株式会社に吸収合併され解散。DCM分割準備株式会社は、DCM株式会社に社名変更。
- 2022年（令和4年）
  - 3月1日 - DCM株式会社の運営する店舗の名称を「DCM」に統一し、2年間かけて順次既存店舗の屋号変更を行うことを発表[10]。
  - 9月1日 - 全店の屋号をDCMに統一。なお、この時点では名称上のみの統一で、3月1日の発表の通り、看板やサインなどに使用されるロゴマークは約2年かけて変更された。

## 店舗

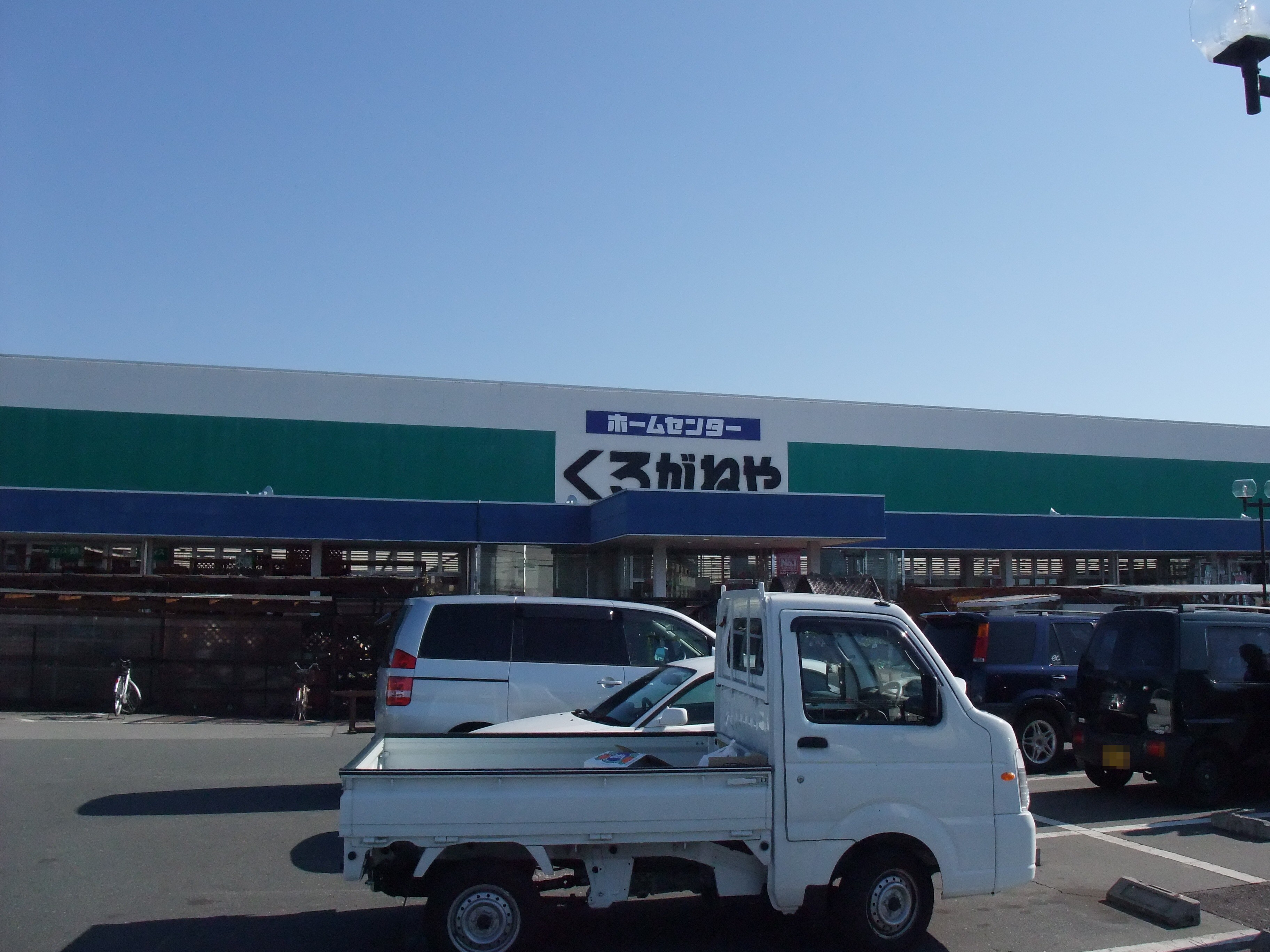
くろがねや 住吉店 （くろがねや時代本社最寄り店）
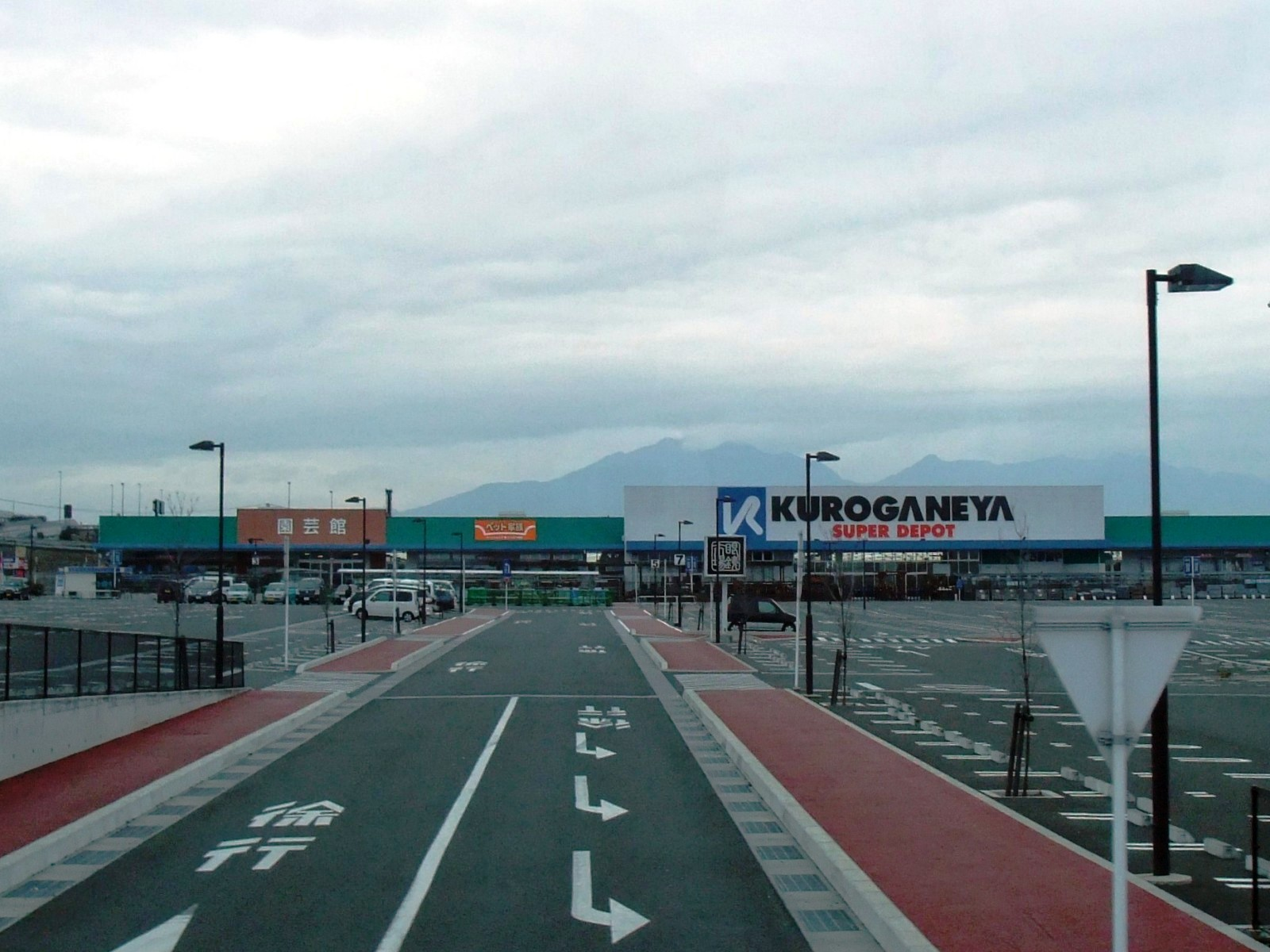
くろがねやスーパーデポ 南アルプス店

### 店舗数
2013年10月時点
- 山梨県 - 13
- 東京都 - 3
- 神奈川県 - 6

## 関連人物
- 久田宗弘 - 当社元社長。カーマ社長を経て、現在はDCMホールディングス代表取締役会長兼CEO。

## 関連会社
- DCMホールディングス株式会社
- DCM株式会社 - DCMくろがねやほか以下の4社を2021年3月1日に統合した企業。
  - DCMカーマ - DCMダイキ - DCMホーマック - DCMサンワ